# Тернопіль 1
Тернопіль 1 — місцевий телевізійний інформаційно-розважальний канал  м.Тернополя.
Ліцензія № 01231-м від 4 січня 2018 р., видана Національною радою України з питань телебачення і радіомовлення. Обсяг мовлення — цілодобовий.
Мовлення телеканалу відбувається у мережах кабельного телебачення у містах Тернопіль, Кременець, Теребовля та Чортків.
1 березня 2022 року почав мовити в MX-5 цифрової етерної мережі DVB-T2 по всій області на підставі тимчасового дозволу на час воєнного стану
Сітку мовлення телеканалу складають випуски новин, короткі кількахвилинні випуски передач про відомих тернополян «Персона», ранкове розважальне шоу «Вмикайся», а також передачі у форматі реаліті-шоу — «Ти — красива!», «Небайдужі», «Смачний сюрприз», «Весілля за один день», «У лікаря».
Деякі події, що відбуваються у місті чи області, транслюються за допомогою стріму у соціальних мережах.